# Ando Rakotondrazaka
Andoniaina "Ando" Rakotondrazaka Andrianavalona (ur. 25 września 1987 w Antananarywie) – madagaskarski piłkarz grający na pozycji obrońcy. Od 2021 jest zawodnikiem klubu Disciples FC.

## Kariera klubowa
Swoją karierę piłkarską Rakotondrazaka rozpoczął w klubie CNaPS Sport. W 2011 roku zadebiutował w nim w pierwszej lidze madagaskarskiej. W debiutanckim sezonie wywalczył wicemistrzostwo oraz Puchar Madagaskaru. W latach 2012–2014 był zawodnikiem klubu Ajesaia, a w 2015 wrócił do CNaPS Sport. Grał w nim do 2020. Czterokrotnie został z nim mistrzem kraju w sezonach 2015, 2016, 2017 i 2018 oraz sięgnął po krajowy puchar w latach 2015 i 2016. W 2021 grał w AS Saint Michel, a następnie trafił do Disciples FC.

## Kariera reprezentacyjna
W reprezentacji Madagaskaru Rakotondrazaka zadebiutował 22 kwietnia 2017 roku w wygranym 1:0 meczu Mistrzostw Narodów Afryki 2018 z Malawi, rozegranym w Antananarywie.